# The-Dreams diskografi
Det här är The-Dreams diskografi.

## Albums
- Love Hate
  - Utgivning: 11 december 2007
  - Skivbolag: Radio Killa/Def Jam
  - Topplistor: 30 (U.S. Billboard 200)[1]
  - RIAA certification: Gold
  - Sålda ex.: 550 000[2]
  - Worldwide sales: 600 000

- Love vs. Money
  - Utgivning: 10 mars 2009
  - Skivbolag: Radio Killa/Def Jam
  - Topplistor: 2
  - RIAA certification: N/A
  - Sålda ex.: 154 000+

## Singlar

### Solosinglar
| 2007                                    | "Shawty Is a 10" (feat. Fabolous)     | 17 | 6  | 45 | Love Hate      |
| 2007                                    | "Falsetto"                            | 30 | 3  | 94 | Love Hate      |
| 2008                                    | "I Luv Your Girl" (feat. Young Jeezy) | 20 | 3  | 58 | Love Hate      |
| 2008                                    | "Rockin' That Thang"                  | 24 | 3  | 51 | Love vs. Money |
| 2009                                    | "My Love" (feat. Mariah Carey)        | 82 | 50 | 68 | Love vs. Money |
| "—" denotes the single failed to chart. |                                       |    |    |    |                |

### Featured singles
| År   | Låt                                                           | U.S. Hot 100 | U.S. R&B | U.S. Pop | Album              |
| ---- | ------------------------------------------------------------- | ------------ | -------- | -------- | ------------------ |
| 2008 | "Please Excuse My Hands" (Plies feat. Jamie Foxx & The-Dream) | 66           | 8        | —        | Definition of Real |
| 2008 | "Baby" (LL Cool J feat. The-Dream)                            | 52           | 22       | 75       | Exit 13            |
| 2008 | "Fall Back" (Dear Jayne feat. The-Dream)                      | —            | 116      | —        | Voice Message      |
| 2008 | "Cookie Jar" (Gym Class Heroes feat. The-Dream)               | 59           | —        | 55       | The Quilt          |

## Som gästartist
- "All I Really Want"  (Rick Ross feat. The-Dream)
- "Throw It In The Bag"  (Fabolous feat. The-Dream)
- "Rainbow Lights"  (Twista feat. The-Dream)
- "Hatin' On the Club"  (Rihanna feat. The-Dream)
- "Boomin' It" (Mario feat. The-Dream)
- "Tipper Love" (DJ Drama feat. The-Dream, La the Darkman & Too Short)
- "Digital Girl" (Jamie Foxx feat. Kanye West & The-Dream)
- "Baby" (LL Cool J feat. The-Dream)
- "Please Excuse My Hands" (Plies feat. The-Dream)
- "Cookie Jar" (Gym Class Heroes feat. The-Dream)
- "Kissin' Ears" (Gym Class Heroes feat. The-Dream)
- "Gimme Some" (Kardinal Offishall feat. The-Dream)
- "Like I Do" (T.I. feat. The-Dream)
- "Touch My Body" (Remix) (Mariah Carey feat. Rick Ross & The-Dream)
- "All I Need" (Sterling Simms feat. The-Dream)
- "Lovers Thing" (Ciara feat. The-Dream)
- "Keep Dancing" (Ciara feat. The-Dream)
- "Fall Back" (Dear Jayne feat. The-Dream)
- "I Can't Mess With You" (Nivea feat. The-Dream)
- "Okay Remix" (Red Cup Version) (Nivea feat. The-Dream)
- "Once I'm Gone" (Nivea feat. The-Dream)
- "Trapstar" (Nivea feat. The-Dream)
- "Who Let Em In" (Phyzikal feat. Jazze Pha & The-Dream)
- "You Know I" (Young Chris feat. The-Dream)
- "Bartender" (Remix) (T-Pain feat. Akon & The-Dream)
- "Finally" (Keyshia Cole feat. The-Dream)
- "Champion" (Attitude feat. The-Dream)
- "Sweet Kisses"  (Pretty Ricky feat. The-Dream)
- "Pay Me"  (Young Trimm feat. The-Dream)
- "Rent Money" (Young Trimm feat. The-Dream)
- "Drank In My Cup" (Electrik Red feat. The-Dream)
- "T-Shirt" (Remix) (Shontelle feat. The-Dream)
- "Bust Your Windows" (Remix) (Jazmine Sullivan feat. The-Dream)

## Producerade låtar
- Diddy - "Change"
- Beyoncé - "Single Ladies (Put a Ring on It)" (produced with Tricky Stewart)
- Cassie
  - "Nobody But You"
  - "I'm a Lover" (produced with Tricky Stewart)
- Ciara featuring Ludacris - "High Price" (produced with Tricky Stewart)
- Donnie Klang - "Hurt That Body"
- Electrik Red - "So Good" (produced with Tricky Stewart)
- Jamie Foxx
  - (featuring T.I.) "Just Like Me" (produced with Tricky Stewart)
  - (featuring Kanye West & The-Dream) "Digital Girl" (produced with Tricky Stewart)
- Janet Jackson - "The Greatest X" (produced with Tricky Stewart)
- Keyshia Cole - "Finally"
- Lionel Richie - "Forever and a Day" (produced with Tricky Stewart)
- Mario - "Starlight"
- Nivea
  - "Intro: Rain"
  - "Complicated"
  - "Fulton County Correctional Call (Interlude)"
  - "Breathe (Let It Go)" (Co-Producer)
  - "Indian Dance"
  - "Okay (Red-Cup Version)"
  - "It's All Good"
- Rihanna - "Whipping My Hair" (produced with Tricky Stewart)

## Skrivna låtar
- Diddy - "Change"
- 3LW - "You Ain't Ready"
- Ashanti - "Medicine"
- B2K - "Everything"
- Bayje
  - - "Still in Love"
  - - "Missin' You"
- Beyoncé
  - - "Single Ladies (Put a Ring on It)"
  - - "Smash Into You"
- Boss - "Butterfly Effect"
- Billy Crawford - "Bright Lights Big City"
- Brit and Alex
  - - "Beautiful"
  - - "Heart Breaker"
  - - "Preachin' to the Choir"
  - - "Thats My Baby"
- Britney Spears - "Me Against the Music" (feat. Madonna)
- Brooke Valentine - "Ghetto Superstarz"
- Celine Dion - "Skies of L.A."
- Chris Brown - "You"
- Ciara
  - - "High Price"
  - - "Keep Dancing" (feat. The-Dream)
  - - "Lover's Thing" (feat. The-Dream)
- Dear Jayne
  - - "Talkin' 'Bout Himself"
  - - "I Loose Everything"
- J. Holiday
  - - "Bed"
  - - "Laa Laa"
  - - "Suffocate"
- Jamie Foxx
  - - "Just Like Me (feat. T.I.)"
  - - "Slow"
  - - "Rainman"
  - - "Why"
  - - "Digital Girl (feat. Kanye West)"
- Janet Jackson - "Greatest X"
- Jesse McCartney -"Leavin"
- Karina Pasian - "16 @ War"
- Lindsay Lohan
  - - "Washing My Hands"
  - - "Problem Solver (Call Me)"
- Lloyd
  - - "I Need Love"
- Lucy Walsh
  - - "Forever Since"
  - - "So Uncool"
- Mario - "Crazy Kind of Love"
- Mariah Carey
  - - "Touch My Body"
  - - "Touch My Body (remix)" (feat. The-Dream)
- Mary J. Blige
  - - "Grown Woman" (feat. Ludacris)
  - - "Just Fine"
  - - "Feel Like a Woman"
  - - "Shake Down" (feat. Usher)
  - - "Roses"
  - - "Come to Me (Peace)"
  - - "Nowhere Fast"
  - - "Mirror" (feat. Eve)
- Mýa - "Like Crazy"
- Nicole Scherzinger - "Powers Out" (feat. Sting)
- Nivea
  - - "Complicated"
  - - "I Can't Mess with You"
  - - "Indian Dance"
  - - "Let It Go"
  - - "Okay" (feat. Lil Jon & YoungBloodZ)
  - - "Red Cup" (feat. The-Dream)
  - - "Watch It"
- Raheem DeVaughn - "Customer"
- Rihanna
  - - "Breakin' Dishes"
  - - "Lemme Get That"
  - - "Sell Me Candy"
  - - "Umbrella"
  - - "Hatin' On The Club"
- Shawn Desman
  - - "No More"
  - - "Man in Me"
  - - "Ooh"
- Steph Jones - "La La Means Love"
- Sterling Simms - "All I Need"
- Sugababes - "Gotta Be You"
- Usher
  - - "Moving Mountains"
  - - "This Ain't Sex"
  - - "Trading Places"
- Yung Joc - "Coffee Shop" (feat. Gorilla Zoe)